# ミスター・サタデー・ナイト
『ミスター・サタデー・ナイト』（原題：Mr. Saturday Night）は、1992年制作のアメリカ合衆国のコメディ・ドラマ映画。
ショービジネス界を二人三脚で歩んできた兄弟の愛情と葛藤の物語を年代記風に描く。ビリー・クリスタルが主演・脚本・製作・監督と一人四役を務め、本作で映画監督デビューした。

## あらすじ
かつて毒舌と風刺で一世を風靡したコメディアンのバディも今ではその人気はすっかり落ちぶれ、マネージャー兼付き人を勤める兄のスタンと共に各地をドサ回りする日々を送っていた。その中でバディはこれまでの人生を懐かしく回想し始める。
スタンとバディの兄弟は幼い頃から人を笑わせるのが大好きで、週末の夜は近所の人々にものまねやコントを披露して好評を博していた。そして2人は芸能界を夢みてアマチュア・コメディアンのオーディション番組に出演、バディは大笑いをとり、それをきっかけに彼はコメディアンとして頭角を現していく。一方スタンは、弟のマネージャー兼付き人として裏方に徹することを決意する。
バディは毒舌と風刺たっぷりのブラックな話術でたちまち大スターとなり、ついに全米で大人気のテレビ番組『エド・サリヴァン・ショー』への出演が決まったのだが…。

## キャスト
※括弧内は日本語吹替。
- バディ・ヤング・Jr.：ビリー・クリスタル（青野武）
- スタン・ヤング：デヴィッド・ペイマー（小島敏彦）
- エレイン・ヤング：ジュリー・ワーナー（小宮和枝）
- アニー：ヘレン・ハント（勝生真沙子）
- スーザン：メアリー・マーラ
- フィル：ジェリー・オーバック
- ラリー・マイヤーソン：ロン・シルヴァー（麦人）
- ウィル・ジョーダン
- ジェリー・ルイス